# Компания (мюзикл)
«Компания» (англ. Company) — мюзикл американского автора и композитора Стивена Сондхайма на либретто Джорджа Фёрта, рассказывающей о взаимоотношениях холостяка Роберта (Бобби), его трёх подружек и пяти супружеских пар его друзей. У мюзикла нет строгой сюжетной линии, он являет собой набор зарисовок на тему отношений и супружеской жизни, представленных без учёта временной линии и объединённых центральным событием — празднованием 35-летия Бобби. После премьеры мюзикл был номинирован на рекордные 14 наград Тони, взяв 6 из них.

## Постановки

### Бродвей
Первая постановка «Компании» открылась в театре Элвин 26 апреля 1970 года. Режиссёром выступил Харольд Принс, хореографом Майкл Беннетт. Сценография Бориса Аронсона состояла из вертикальных поднимающихся платформ, подчеркивая тему одиночества в мюзикле.
В оригинальный состав исполнителей вошли Дин Джонс, заменивший выбывшего в период репетиций Энтони Перкинса, Джордж Коу, Барбара Бэрри, Чарльз Кимбро, Бет Хоуланд, Элейн Стритч. Уже в мае 1970 года Джонс покинул спектакль. По воспоминаниям Принса, Дин Джонс был на грани развода и участие в постановке, особенно так остро касающейся темы отношений в браке, в течение года было для него невозможно. Поэтому дав Джонсу сыграть премьеру, создатели начали готовить к вводу Ларри Керта, его подменного актёра, известного по роли Тони в мюзикле «Вестсайдская история». Тем не менее, Джонс принял участие в записи альбома вместе с другими членами оригинального каста. Mark Evanier Керт, в свою очередь, получил восторженные отзывы за свое исполнение, и номинационный комитет Тони принял решение включить его в список номинантов на лучшую мужскую роль, несмотря на то, что обычно в неё допускаются только самые первые исполнители роли.
Во время записи альбома известный режиссёр-документалист Донн Пеннебейкер снимал процесс в качестве пилотного эпизода для документального сериала, который должен был рассказывать о различных аспектах и проблемах звукозаписи альбомов музыкального театра. Фильм, выпущенный в сентябре 1970 года, имел большой успех на Нью-Йоркском кинофестивале, где состоялась его премьера. Однако проект не был продолжен, поскольку команда создателей переключилась на другой проект в Голливуде. В июне 2020 года телеканал Criterion выпустил цифровую версию фильма вместе с комментариями Принса, Пеннебейкера и актрисы Элейн Стритч, которые рассказали о подводных камнях создания как самой бродвейской постановки, так и этого документального фильма. В августе 2021 года в серии Criterion Collection состоялся DVD и Blu-ray-релиз восстановленной версии фильма, дополненный новыми и архивными материалами, а также новыми комментариями Стивена Сондхайма.

### Дальнейшие постановки
В 1972 году большая часть оригинального состава участвовала в британской премьере мюзикла в Театре Её Величества.
В 1986 году режиссёр Ричард Уэрретт представил свою версию мюзикла в Драматическом театре Сиднейского оперного театра.
В 1995 году состоялось возвращение мюзикла на Бродвей. Режиссёр Скотт Эллис поставил «Компанию» в сотрудничестве с Roundabout Theatre, хореографом выступил Роб Маршалл. Главные роли исполнили Бойд Гейнс (Бобби), Кейт Бертон, Роберт Уэстенберг, Диана Канова, Дебра Монк (Джоанна), Лашанз, Джейн Краковски, Денни Берштейн, Виэнн Кокс.
В конце 1995 года в театре Donmar Warehouse в Лондоне «Компанию» поставил Сэм Мендес. Позже спектакль был перенесен в более крупный театр Албери (сейчас театр Ноэля Кауарда), где шёл с марта по июнь 1996 года. Роль Бобби исполнил Эдриан Лестер, став первым чернокожим исполнителем этой партии, роль Эми сыграла Софи Томпсон.
В мае 2002 года в Кеннеди-центре была представлена концертная версия мюзикла как часть цикла концертных постановок мюзиклов Сондхайма. Режиссёром выступил Шон Матиас, в составе были задействованы Джон Барроумен (Бобби), Линн Редгрейв (Джоанна), Элис Рипли (Эми).
В 2018 году британский режиссёр Мэриэнн Эллиотт поставила «Компанию» в театре Гилгуд на Вест-Энде. Спектакль, где несколько персонажей сменили пол с одобрения Стивена Сондхайма, открылся 17 октября (с предпоказами с 26 сентября). Главую роль Бобби (написание имени на английском языке было стилизовано как Bobbie, чтобы указать на женское сокращение имени) сыграла Розали Крейг. Роль Джоанны, самой старшей и опытной из друзей Бобби, исполнила Пэтти Люпон. Роль испугавшейся невесты Эми была переписана для актёра Джонатана Бейли, который стал именоваться Джейми. Постановка была номинировала на 9 премий Лоренса Оливье, в том числе за лучший возобновленный мюзикл (победа), лучшую главную женскую роль (Розали Крейг) и лучшую женскую и мужскую роль второго плана (Пэтти Люпон — победа, Джонатан Бейли — победа, Ричард Флишман — номинация).

## Действующие лица
- Роберт (Бобби)  — главный герой, 35-летний холостяк, чей день рождения является поводом собрать друзей.
- Друзья Бобби  — супружеские пары
  -  Сара и Гарри
  -  Сюзан и Питер
  - Дженни и Дэвид
  - Эми и Пол
  - Джоанна и Ларри
- Эйприл, Марта, Кэти — подружки Бобби